# Schedulae Orchidianae
Schedulae Orchidianae (abreviado Schedul. Orchid.) fue una revista con ilustraciones y descripciones botánicas que fue editada en Boston desde el año 1922 hasta 1930.